# 1500 metri piani
I 1500 metri piani sono una specialità sia maschile che femminile dell'atletica leggera. Sono considerati una gara di mezzofondo veloce e fanno parte del programma olimpico sin dalla prima edizione dei Giochi del 1896 (dal 1972 per quanto riguarda le donne).
Dopo essere stati dominati negli anni '80 dagli atleti britannici, da ricordare almeno Sebastian Coe, Steve Ovett e Steve Cram, negli ultimi anni a primeggiare sono i corridori provenienti dell'Africa, in particolare kenioti, marocchini e algerini che si sono aggiudicati anche i titoli olimpici. Tra le donne si devono menzionare la rumena Gabriela Szabó, la britannica Kelly Holmes e l'algerina Hassiba Boulmerka.
Gli attuali campioni olimpici in carica sono il norvegese Jakob Ingebrigtsen e la keniota Faith Kipyegon, mentre i campioni mondiali in carica sono il britannico Jake Wightman e la stessa Faith Kipyegon.

## Caratteristiche
La gara consiste in 3 giri di pista più uno completato solo per tre quarti. È giudicata una gara che mette a dura prova gli atleti dal punto di vista fisico, ma le difficoltà maggiori derivano dalla sua gestione tattica, tanto è vero che spesso la vittoria, specialmente ai Giochi olimpici e ai Mondiali, si decide negli ultimi metri.
Nei tempi moderni, i 1500 m sono diventati una sorta di sprint prolungato con tempi sul giro di pista anche inferiori ai 56 secondi, come ottenuto dal marocchino Hicham El Guerrouj in occasione del record mondiale.

## Record

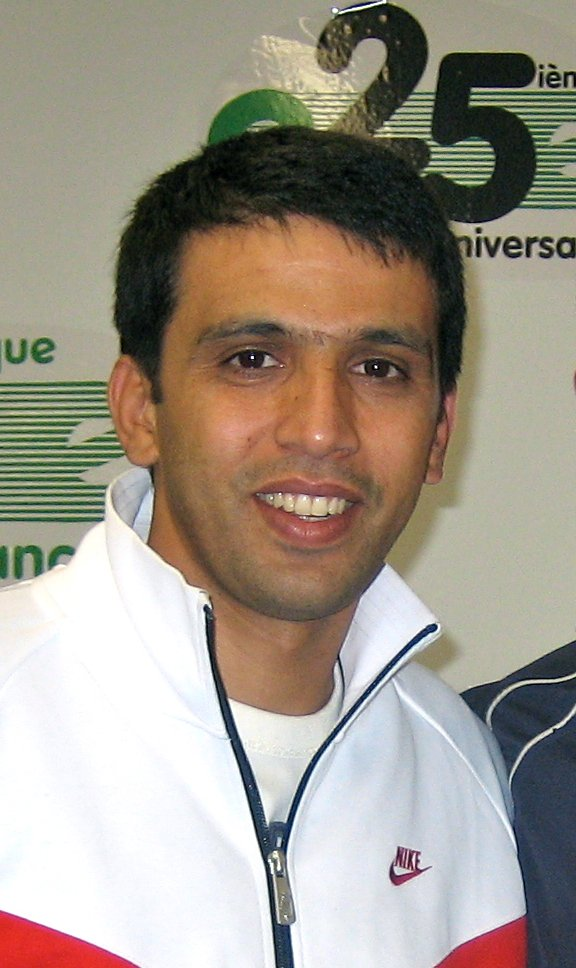
Hicham El Guerrouj, primatista mondiale dei 1500 m

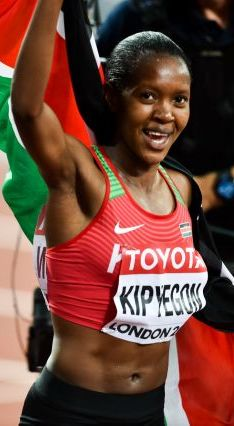
Faith Kipyegon, detentrice del record mondiale femminile

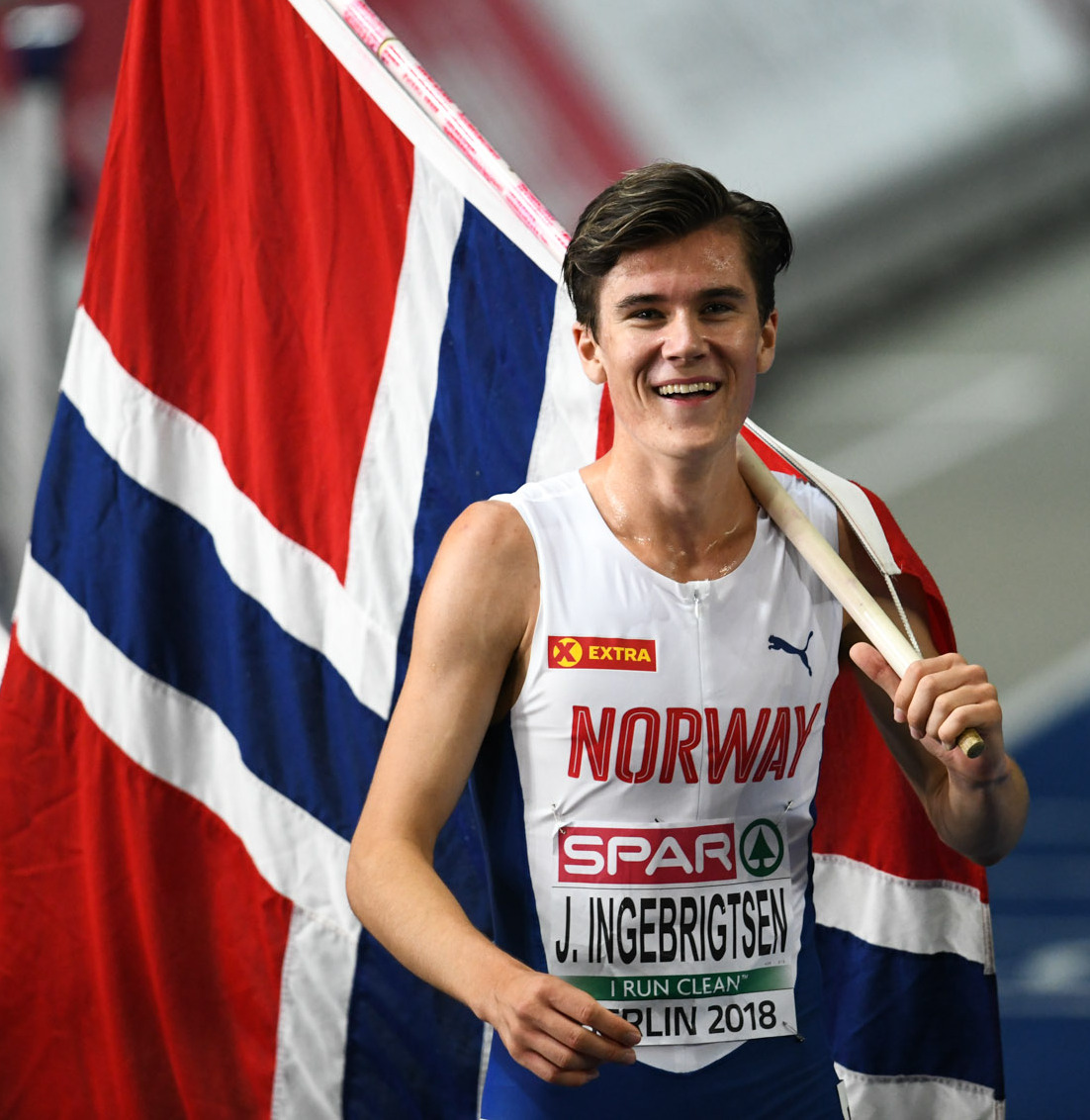
Jakob Ingebrigtsen, primatista mondiale indoor dei 1500 m

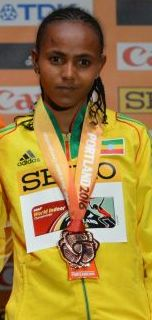
Gudaf Tsegay, detentrice del record mondiale indoor

L'attuale record mondiale della specialità in campo maschile è detenuto dal marocchino Hicham El Guerrouj con il tempo di 3'26"00 stabilito a Roma il 14 luglio del 1998, mentre la primatista femminile è la keniana Faith Kipyegon con il tempo di 3'49"11 ottenuto a Firenze il 2 giugno 2023.

### Maschili
Statistiche aggiornate al 10 agosto 2024.
|                             | Tempo   | Atleta             | Luogo  | Data           |
| --------------------------- | ------- | ------------------ | ------ | -------------- |
| Record mondiale             | 3'26"00 | Hicham El Guerrouj | Roma   | 14 luglio 1998 |
| Record olimpico             | 3'27"65 | Cole Hocker        | Parigi | 6 agosto 2024  |
| Record africano             | 3'26"00 | Hicham El Guerrouj | Roma   | 14 luglio 1998 |
| Record asiatico             | 3'29"14 | Rashid Ramzi       | Roma   | 14 luglio 2006 |
| Record europeo              | 3'26"73 | Jakob Ingebrigtsen | Monaco | 12 luglio 2024 |
| Record nord-centroamericano | 3'27"65 | Cole Hocker        | Parigi | 6 agosto 2024  |
| Record oceaniano            | 3'29"41 | Oliver Hoare       | Oslo   | 15 giugno 2023 |
| Record sudamericano         | 3'33"25 | Hudson de Souza    | Rieti  | 28 agosto 2005 |
| Record nazionale            | 3'30"74 | Pietro Arese       | Parigi | 6 agosto 2024  |

### Femminili
Statistiche aggiornate al 10 agosto 2024.
|                             | Tempo   | Atleta          | Luogo   | Data              |
| --------------------------- | ------- | --------------- | ------- | ----------------- |
| Record mondiale             | 3'49"04 | Faith Kipyegon  | Parigi  | 7 luglio 2024     |
| Record olimpico             | 3'51"29 | Faith Kipyegon  | Tokyo   | 10 agosto 2024    |
| Record africano             | 3'49"11 | Faith Kipyegon  | Parigi  | 7 luglio 2024     |
| Record asiatico             | 3'50"46 | Qu Yunxia       | Pechino | 11 settembre 1993 |
| Record europeo              | 3'51"95 | Sifan Hassan    | Doha    | 5 ottobre 2019    |
| Record nord-centroamericano | 3'54"99 | Shelby Houlihan | Doha    | 5 ottobre 2019    |
| Record oceaniano            | 3'50"83 | Jessica Hull    | Parigi  | 7 luglio 2024     |
| Record sudamericano         | 4'05"67 | Letitia Vriesde | Tokyo   | 31 agosto 1991    |
| Record nazionale            | 3'58"11 | Sintayehu Vissa | Parigi  | 8 agosto 2024     |

### Maschili indoor
Statistiche aggiornate al 10 agosto 2024.
|                             | Tempo     | Atleta             | Luogo      | Data             |
| --------------------------- | --------- | ------------------ | ---------- | ---------------- |
| Record mondiale             | 3'30"60   | Jakob Ingebrigtsen | Liévin     | 17 febbraio 2022 |
| Record africano             | 3'31"04   | Samuel Tefera      | Birmingham | 16 febbraio 2019 |
| Record asiatico             | 3'36"28   | Belal Mansoor Ali  | Stoccolma  | 20 febbraio 2007 |
| Record europeo              | 3'30"60   | Jakob Ingebrigtsen | Liévin     | 17 febbraio 2022 |
| Record nord-centroamericano | 3'33"22 + | Yared Nuguse       | New York   | 11 febbraio 2023 |
| Record oceaniano            | 3'32"35   | Oliver Hoare       | New York   | 13 febbraio 2021 |
| Record sudamericano         | 3'38"03   | Federico Bruno     | Sabadell   | 8 febbraio 2022  |
| Record nazionale            | 3'35"63   | Ossama Meslek      | Toruń      | 6 febbraio 2024  |

### Femminili indoor
Statistiche aggiornate al 10 agosto 2024.
|                             | Tempo   | Atleta                    | Luogo       | Data             |
| --------------------------- | ------- | ------------------------- | ----------- | ---------------- |
| Record mondiale             | 3'53"09 | Gudaf Tsegay              | Liévin      | 9 febbraio 2021  |
| Record africano             | 3'53"09 | Gudaf Tsegay              | Liévin      | 9 febbraio 2021  |
| Record asiatico             | 3'59"79 | Maryam Yusuf Jamal        | Valencia    | 9 marzo 2008     |
| Record europeo              | 3'57"91 | Abeba Aregawi             | Stoccolma   | 6 febbraio 2014  |
| Record nord-centroamericano | 3'59"98 | Regina Jacobs             | Boston      | 1º febbraio 2003 |
| Record oceaniano            | 4'01"19 | Jessica Hull              | New York    | 11 febbraio 2024 |
| Record sudamericano         | 4'12"95 | Fedra Aldana Luna Sambran | Sabadell    | 28 gennaio 2023  |
| Record nazionale            | 4'03"59 | Marta Zenoni              | Lussemburgo | 19 gennaio 2025  |

Legenda:
: record mondiale
: record olimpico
: record africano
: record asiatico
: record europeo
: record nord-centroamericano e caraibico
: record oceaniano
: record sudamericano
: record italiano

## Migliori atleti

### Maschili outdoor
Statistiche aggiornate al 10 agosto 2024.
|     | Tempo   | Atleta             | Luogo     | Data           |
| --- | ------- | ------------------ | --------- | -------------- |
| 1.  | 3'26"00 | Hicham El Guerrouj | Roma      | 14 luglio 1998 |
| 2.  | 3'26"34 | Bernard Lagat      | Bruxelles | 24 agosto 2001 |
| 3.  | 3'26"69 | Asbel Kiprop       | Monaco    | 17 luglio 2015 |
| 4.  | 3'26"73 | Jakob Ingebrigtsen | Monaco    | 12 luglio 2024 |
| 5.  | 3'27"37 | Noureddine Morceli | Nizza     | 12 luglio 1995 |
| 6.  | 3'27"64 | Silas Kiplagat     | Monaco    | 18 luglio 2014 |
| 7.  | 3'27"65 | Cole Hocker        | Parigi    | 6 agosto 2024  |
| 8.  | 3'27"79 | Josh Kerr          | Parigi    | 6 agosto 2024  |
| 9.  | 3'27"80 | Yared Nuguse       | Parigi    | 6 agosto 2024  |
| 10. | 3'28"12 | Noah Ngeny         | Zurigo    | 11 agosto 2000 |

### Femminili outdoor
Statistiche aggiornate al 11 agosto 2024.
|     | Tempo   | Atleta            | Luogo   | Data              |
| --- | ------- | ----------------- | ------- | ----------------- |
| 1.  | 3'49"04 | Faith Kipyegon    | Parigi  | 7 luglio 2024     |
| 2.  | 3'50"07 | Genzebe Dibaba    | Monaco  | 17 luglio 2015    |
| 3.  | 3'50"30 | Gudaf Tsegay      | Xiamen  | 20 aprile 2024    |
| 4.  | 3'50"46 | Yunxia Qu         | Pechino | 11 settembre 1993 |
| 5.  | 3'50"83 | Jessica Hull      | Parigi  | 7 luglio 2024     |
| 6.  | 3'50"98 | Jiang Bo          | Shangai | 18 ottobre 1997   |
| 7.  | 3'51"34 | Yinglai Lang      | Shangai | 18 ottobre 1997   |
| 8.  | 3'51"92 | Junxia Wang       | Pechino | 11 settembre 1993 |
| 9.  | 3'51"95 | Sifan Hassan      | Doha    | 5 ottobre 2019    |
| 10. | 3'52"47 | Tatyana Kazankina | Zurigo  | 13 agosto 1980    |

### Maschili indoor
Statistiche aggiornate al 25 febbraio 2023.
|     | Tempo   | Atleta             | Luogo      | Data             |
| --- | ------- | ------------------ | ---------- | ---------------- |
| 1.  | 3'30"60 | Jakob Ingebrigtsen | Liévin     | 17 febbraio 2022 |
| 2.  | 3'31"04 | Samuel Tefera      | Birmingham | 16 febbraio 2019 |
| 3.  | 3'31"18 | Hicham El Guerrouj | Stoccarda  | 2 febbraio 1997  |
| 4.  | 3'31"25 | Yomif Kejelcha     | Boston     | 3 marzo 2019     |
| 5.  | 3'31"76 | Haile Gebrselassie | Stoccarda  | 1º febbraio 1998 |
| 6.  | 3'32"11 | Laban Rotich       | Stoccarda  | 1º febbraio 1998 |
| 7.  | 3'32"35 | Oliver Hoare       | New York   | 13 febbraio 2021 |
| 8.  | 3'32"48 | Neil Gourley       | Birmingham | 25 febbraio 2023 |
| 9.  | 3'32"86 | Josh Kerr          | Boston     | 27 febbraio 2022 |
| 10. | 3'32"97 | Selemon Barega     | Toruń      | 17 febbraio 2021 |

### Femminili indoor
Statistiche aggiornate al 9 febbraio 2021.
|     | Tempo   | Atleta                  | Luogo     | Data             |
| --- | ------- | ----------------------- | --------- | ---------------- |
| 1.  | 3'53"09 | Gudaf Tsegay            | Liévin    | 9 febbraio 2021  |
| 2.  | 3'55"17 | Genzebe Dibaba          | Karlsruhe | 1º febbraio 2014 |
| 3.  | 3'57"91 | Abeba Aregawi           | Stoccolma | 6 febbraio 2014  |
| 4.  | 3'58"28 | Elena Soboleva          | Mosca     | 18 febbraio 2006 |
| 5.  | 3'59"58 | Laura Muir              | Liévin    | 9 febbraio 2021  |
| 6.  | 3'59"75 | Gelete Burka            | Valencia  | 9 marzo 2008     |
| 7.  | 3'59"79 | Maryam Yusuf Jamal      | Valencia  | 9 marzo 2008     |
| 8.  | 3'59"87 | Konstanze Klosterhalfen | New York  | 6 febbraio 2020  |
| 9.  | 3'59"98 | Regina Jacobs           | Boston    | 1º febbraio 2003 |
| 10. | 4'00"20 | Elinor Purrier          | New York  | 6 febbraio 2020  |